# Giulio Cesare Bianchi
Giulio Cesare Bianchi (Cento, 3 settembre 1590 – Cento, 21 novembre 1661) è stato un religioso e letterato italiano.

## Biografia
Compì studi di giurisprudenza e teologia e divenne presbitero e quindi canonico. Uomo di lettere e poeta, fondò a Cento l'Accademia dell'Aurora alla quale aderirono artisti appartenenti a tutte le arti.
Non va confuso con l'omonimo Giulio Cesare Bianchi (compositore), collega di Claudio Monteverdi alla corte dei Gonzaga a Mantova.